# Muhammad al-Qa'im Bi-Amrillah

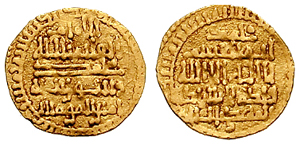
Dinar de oro de al-Qa'im

Muhammad al-Qaim Bi-Amrillah (893-17 de mayo de 946) (árabe: محمد القائم بأمر الله) fue el segundo califa fatimí. Reinó en Ifriqiya, desde el 934 hasta su muerte en el 946.
Al-Qaim nació en Salamya en Siria en 893 con el nombre de Abd ar-Rahman. Cuando su padre Abdullah al-Mahdi Billah (910-934) alcanzó el poder en Ifriqiya, fue nombrado heredero al trono (912), y ayudó al califato sofocando varias revueltas. Dirigió una primera invasión fallida de Egipto, por entonces sometido a los abasíes, en el 914-915. Tras sufrir dos derrotas, una cerca de Fustat y otra en Fayum, tuvo que retirarse y evacuar Alejandría, que había sido conquistada en la segunda mitad del 914. El segundo intento de conquista, también fallido, tuvo lugar en el 919-920. La destrucción de la flota (marzo del 920), la pérdida de Alejandría, la llegada de un ejército de socorro abasí y la extensión de una epidemia de peste entre sus huestes hicieron que al-Qa'im cejase nuevamente en sus intentos por apoderarse de Egipto.
En 934 al-Qaim sucedió a su padre como califa y después no volvió a dejar la residencia real en Mahdia. Sin embargo, el reino de los fatimíes se convirtió en un poder importante en el Mediterráneo. Después de la reconquista de Sicilia, la provincia bizantina de Calabria y las costas de Italia y de Francia fueron saqueadas. 
No obstante, entre 944 y 947 el reino se fue hundiendo en una crisis por la rebelión de Abu Yazid, que había unido a las tribus bereberes jariyíes con las tribus de las montañas de Aurès, Argelia oriental y el resto de Ifriqiya. El imán al-Qaim pudo aguantar en Mahdia merced a la flota durante más de un año, pero murió (17 de mayo de 946) antes de que la rebelión pudiese ser sofocada.
Le sucedió su hijo Isma'il al-Mansur Bi-Nasrillah (946-953).